# Chicago-Marathon 2022
| 44. Chicago-Marathon    | 44. Chicago-Marathon          |
| ----------------------- | ----------------------------- |
| Stadt                   | Chicago, Vereinigte Staaten   |
| Datum                   | 9. Oktober 2022               |
| Distanz                 | 42,195 Kilometer              |
| Sieger                  |                               |
| Männer                  | Benson Kipruto (2:04:24 h)    |
| Frauen                  | Ruth Chepng'etich (2:14:18 h) |
| ← Chicago-Marathon 2021 | Chicago-Marathon 2023 →       |
| Website                 | Offizielle Website            |

Der Chicago-Marathon 2022 (englisch offiziell: Bank of America Chicago Marathon 2022) war die 44. Ausgabe der jährlich stattfindenden Laufveranstaltung in Chicago, Vereinigte Staaten. Der Marathon fand am 9. Oktober 2022 statt. Er war der sechste Lauf der World Marathon Majors 2022 und hatte das Etikett Elite Platinum der World Athletics Label Road Races 2022.

## Ergebnisse

### Männer
| Platz | Athlet              | Land                | Zeit (h) |
| ----- | ------------------- | ------------------- | -------- |
| 01    | Benson Kipruto      | Kenia               | 2:04:24  |
| 02    | Seifu Tura Abdiwak  | Äthiopien           | 2:04:49  |
| 03    | John Korir          | Kenia               | 2:05:01  |
| 04    | Bernard Koech       | Kenia               | 2:07:15  |
| 05    | Shifera Tamru Aredo | Äthiopien           | 2:07:53  |
| 06    | Kyohei Hosoya       | Japan               | 2:08:05  |
| 07    | Conner Mantz        | Vereinigte Staaten  | 2:08:16  |
| 08    | Hamza Sahli         | Marokko             | 2:08:22  |
| 09    | Eric Kiptanui       | Kenia               | 2:08:26  |
| 10    | Dong Guojian        | Volksrepublik China | 2:08:53  |

### Frauen
| Platz | Athletin               | Land                   | Zeit (h) |
| ----- | ---------------------- | ---------------------- | -------- |
| 01    | Ruth Chepng'etich      | Kenia                  | 2:14:18  |
| 02    | Emily Sisson           | Vereinigte Staaten     | 2:18:29  |
| 03    | Vivian Jerono Kiplagat | Kenia                  | 2:20:52  |
| 04    | Ruti Aga               | Äthiopien              | 2:21:41  |
| 05    | Waganesh Mekasha Amare | Äthiopien              | 2:23:41  |
| 06    | Susanna Sullivan       | Vereinigte Staaten     | 2:25:14  |
| 07    | Sara Vaughn            | Vereinigte Staaten     | 2:26:23  |
| 08    | Maggie Montoya         | Vereinigte Staaten     | 2:28:07  |
| 09    | Sarah Inglis           | Vereinigtes Königreich | 2:29:37  |
| 10    | Makena Morley          | Vereinigte Staaten     | 2:30:28  |